# Achille Liénart

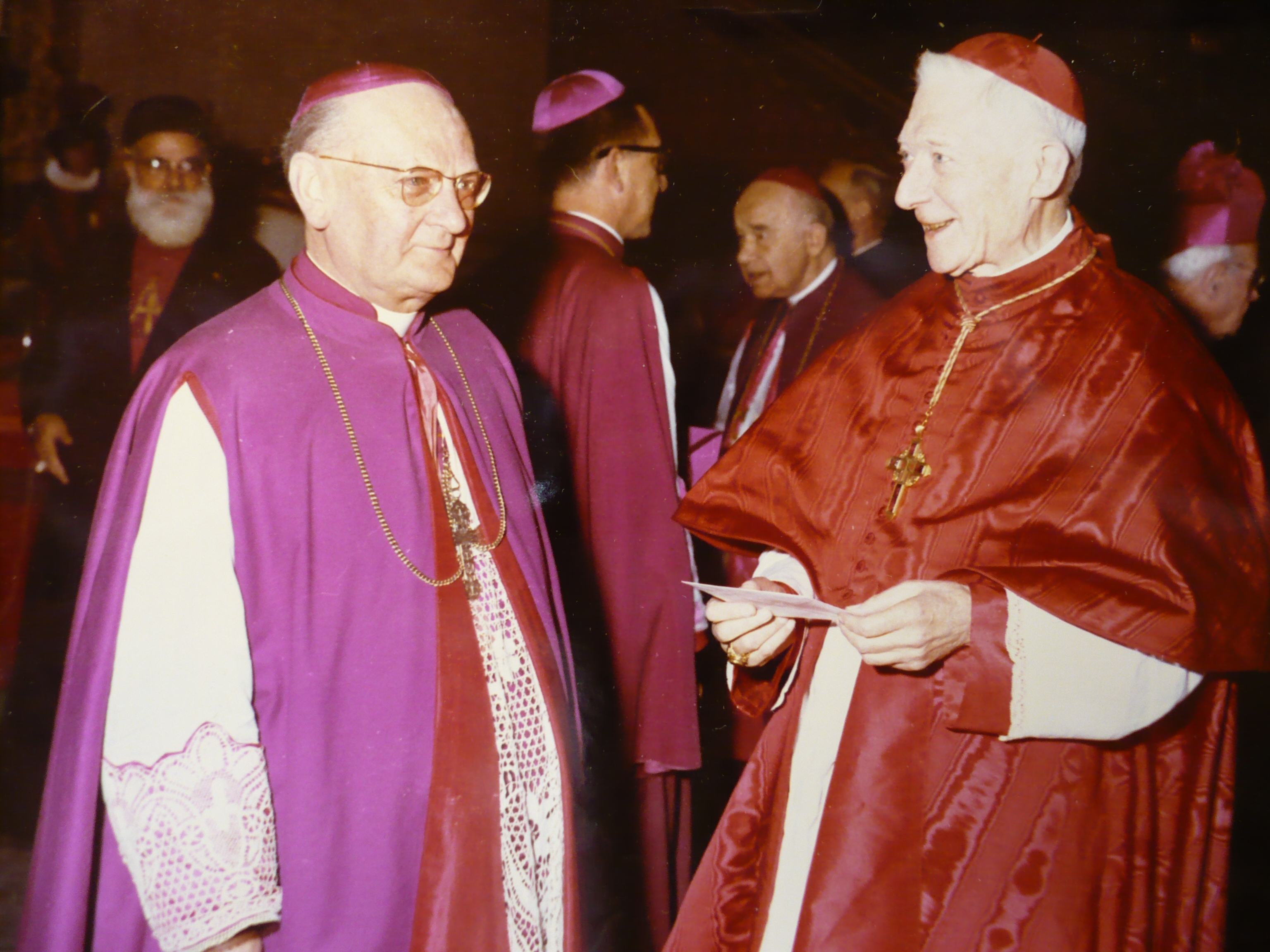
Achille Kardinal Liénart (re.) auf dem Vaticanum II

Kardinalswappen

Achille Kardinal Liénart (* 7. Februar 1884 in Lille, Frankreich; † 15. Februar 1973 ebenda) war ein französischer Theologe und Priester. Er war Bischof von Lille.

## Leben
Achille Liénart studierte in Lille, Paris und Rom die Fächer Philosophie und Katholische Theologie. Er empfing am 29. Juni 1907 das Sakrament der Priesterweihe und arbeitete anschließend als Dozent am Priesterseminar von Cambrai. Von 1910 bis 1914 unterrichtete er am Priesterseminar von Lille. Achille Liénart nahm als Militärkaplan der Französischen Armee am Ersten Weltkrieg teil und arbeitete anschließend als Seelsorger in verschiedenen Gemeinden der Diözese Lille.
Papst Pius XI. ernannte ihn am 6. Oktober 1928 zum Bischof von Lille, zwei Jahre später nahm er ihn als Kardinalpriester mit der Titelkirche San Sisto in das Kardinalskollegium auf. Achille Kardinal Liénart vertrat den Papst bei zahlreichen Feierlichkeiten als päpstlicher Legat und leitete über viele Jahre hinweg die französische Bischofskonferenz. Er nahm in den Jahren 1962 bis 1965 an allen Sitzungsperioden des Zweiten Vatikanischen Konzils teil. Die Leitung des Bistums Lille legte er 1968 aus Altersgründen nieder. Achille Kardinal Liénart starb am 15. Februar 1973 in Lille und wurde in der Kathedrale Notre-Dame de la Treille bestattet, deren Vollendung er maßgeblich vorangetrieben hatte.
Kardinal Liénart war Teilnehmer an den Konklaven von 1939, 1958, und 1963.